# Диана ДеВой
Диана ДеВой (на английски: Diana DeVoe) е артистичен псевдоним на бившата американска порнографска актриса и режисьор на порнографски филми Април Картър (April Carter).

## Биография
Април Картър е родена на 26 октомври 1980 година в Оаху, Хаваи. Дебютира като актриса в порнографската индустрия през 1999 година, когато е на 19-годишна възраст. През 2002 година става режисьор на порнографски филми. През 2007 година спира да се снима във филмите за възрастни.